# Fredrik Östberg
Fredrik Östberg, född 12 februari 1979 i Sollentuna, är en svensk tidigare längdskidåkare. 
Han tävlade för Falun-Borlänge SK och var reserv i Sveriges trupp till OS 2006. Han var med i det andraplacerade svenska stafettlaget vid Svenska skidspelen 2002. Östberg vann vidare brons på både 15 km klassiskt och skiathlon under skid-SM 2008 och kom femma i Vasaloppet 2002 och sexa 2010.
Fredrik Östberg avslutade sin elitkarriär 2010. Han är yngre bror till Mikael Östberg, också han skidåkare. 